# 努查鲁·旺哈鲁泰
努查鲁·旺哈鲁泰（生于1999年11月7日），在主要巡回赛中被称为Mink Nutcharut，是泰国职业斯诺克选手，是卫冕世界女子斯诺克冠军。她和尼爾·羅伯森也是卫冕世界混双冠军。她是唯一一位在2019年3月的练习赛中取得滿分桿的女性。
她是2018年世界女子21岁以下锦标赛的冠军，於2019年世界女子斯诺克锦标赛中奪得亚军，並在2019年澳大利亚女子公开赛上赢得了她的第一个排名冠军。她在2022年世界女子斯诺克锦标赛上赢得了她的第一个女子世界冠军头衔，她在决赛从3-5落后的情况下追上，最终以6-5击败溫蒂·珍思。她成为第一位获得女子世界冠军的泰国选手。
她收到一张两年邀請卡，得以参加2022-23斯诺克赛季开始的主要职业世界斯诺克巡回赛。